# Coryne brevicornis
Coryne brevicornis är en nässeldjursart som beskrevs av Bonnevie 1898. Coryne brevicornis ingår i släktet Coryne och familjen Corynidae.
Artens utbredningsområde är Norra Ishavet. Inga underarter finns listade i Catalogue of Life.